# Belojarskcultuur
De Belojarskcultuur (Russisch: Белоярская культура) was een archeologische cultuur van de taiga-zone van West-Siberië (Chanto-Mansië), die zich verspreidde in de vroege ijzertijd (6e-3e eeuw v.Chr.). De cultuur werd geïdentificeerd door Joeri Tsjemjakin in 1989. 
De Belojarskcultuur vormde zich op basis van de lokale Barsovocultuur uit de late bronstijd, met invloeden van de Atlymcultuur uit de Neder-Ob-regio van de 4e-3e eeuw v.Chr. De Belojarskcultuur was een van de componenten van de Koelajkacultuur van de Soergoet-Ob-regio.

## Nederzettingen
De nederzettingen hadden een relatief groot oppervlak en bevonden zich aan de rand van rivierterrassen en bosnederzettingen dieper inland ervan. Langs de rand van de terrassen strekten de vestingwerken zich uit over 53-78 m, in de bosgebieden hadden ze een lengte tot 118 m en een breedte van 65-98 m. Van de gevonden versterkte nederzettingen bezat één van de meest late, Barsov Gorodok, over een beschermd gebied van 24x22 m, waarop vier half-ondergrondse woningen stonden. De vestingwerken bestond uit een sloot en een wal. In de nederzettingen stonden de gebouwen in willekeurige volgorde. De onderzochte woningen waren hoofdzakelijk van twee typen: bovengronds en in de grond verdiept. De bovengrondse, van 6-9 x 5-8 m, hadden één haardplaats; de verdiepte, 11-15 x 6-12 m, hadden twee of meer haarden. Op de begraafplaats werden twee graven onderzocht, waarvan er bij één sporen van crematie werden gevonden.

## Aardewerk
Het aardewerk bestaat overwegend uit zwak geprofileerde, ketelvormige vaten met ronde bodem, soms met een voet. De vondsten omvatten potten, minder vaak grote schalen en vierhoekige platbodemvaten. De decoraties waren overwegend in het bovenste derde deel van de vaten. De patronen werden aangebracht met stempels van verschillende typen: kamvormig, kronkelig, kruisvormig, ruitvormig, waarbij de afdrukken horizontale zones vormen van parallelle lijnen, rijen van verschillend hellende kamafdrukken en zigzaglijnen. Een gordel van putjes loopt onder de rand van de vaten door. Dergelijke horizontale banden van putjes worden ook aangetroffen op het onderste deel van vroeg Belojarsk-vaatwerk, wat de tradities van kam-kuilversieringen uit de bronstijd weerspiegelt. In een vroeg stadium werden versieringen gemaakt door fijnkammige en kronkelige stempels te rollen. In een later stadium verdwijnt het rollen, en de patronen werden gemaakt uit afdrukken van kruisstempels, die werden vervangen door afdrukken van figuurstempels in de vorm van ruiten, driehoeken en een grote kamstempel.

## Economie
De basis van de economie was de jacht en de visserij. In de nederzettingen werden botten van rendieren en kleine pelsdieren gevonden. Ondanks de toeschrijving tot de ijzertijd zijn er geen ijzerartefacten gevonden. De dragers van de cultuur waren bekend met het smelten van brons, maar maakten liever huishoudelijke gereedschappen van steen.